# Fältspat
Fältspat är en mineralgrupp av aluminiumsilikater med natrium, kalium eller kalcium. Ungefär 40 % av jordskorpan består av fältspat. Fältspat ingår i bland annat bergarterna granit och gnejs.
Det finns två typer av fältspat: kalifältspat och plagioklas. Kalifältspat, KAlSi3O8, är ofta ljust röd-brun eller röd men kan även ha andra ljusa färger medan plagioklas är grå, vit eller i vissa fall en aning beige. Plagioklas är en fast lösning av albit, NaAlSi3O8 och anortit CaAl2Si2O8. Tvillingbildning är vanlig i plagioklas och kan ibland ses med blotta ögat. Albit smälter vid 1118 °C och anortit smälter vid 1550 °C. De fältspatblandningar som förekommer i handeln smälter vanligtvis vid 1250-1350 °C. 
På 1800-talet hade man gruvor med fältspatsbrytning bland annat i Stockholms skärgård, något som nämns i romanen Hemsöborna. Ett exempel är Ytterby gruva i Vaxholms kommun som Rörstrands Porslinsfabrik länge ägde, och där många grundämnen (särskilt sällsynta jordartsmetaller) har upptäckts.
Inom den keramiska industrin används ofta kvarts och fältspat som råvara i exempelvis glasyrer och porslinsmassor. Förr bröts dessa ofta i pegmatiter men ibland kunde mald aplit med låga halter av mörka mineral användas, eventuellt efter justering av kvarts/fältspatförhållandet. Numera utvinns framförallt fältspat ofta genom flotation av någon fältspathaltig bergart, exempelvis någon granit med sådana egenskaper att de mörka mineralen kan avlägsnas. Aplit kan i detta sammanhang tänkas vara en bra råvara eftersom utgångshalten av mörka mineral ofta är låg. Används nefelinsyeniter som råvara kan man få en blandprodukt med fältspat nefelin och eventuellt en del andra ljusa mineral som har en lägre kiselsyrahalt (och ofta lägre järnhalt) än ren fältspat. Det kan användas för att kompensera kiselsyraöverskott i andra råvaror eller för att sänka bränntemperaturer och därmed spara energi. Fältspat kan också användas som glasråvara, men undviks ofta eller används i låga halter eftersom aluminium gör det smälta glaset trögflytande.
Månsten, solsten, labradorit, spektrolit och amazonit är fältspatvarianter som används som prydnads- eller halvädelstenar. Ibland förekommer också klara varianter av t.ex. sanidinfältspat som kan fasettslipas, men även dessa får betecknas som halvädelstenar.

## Galleri

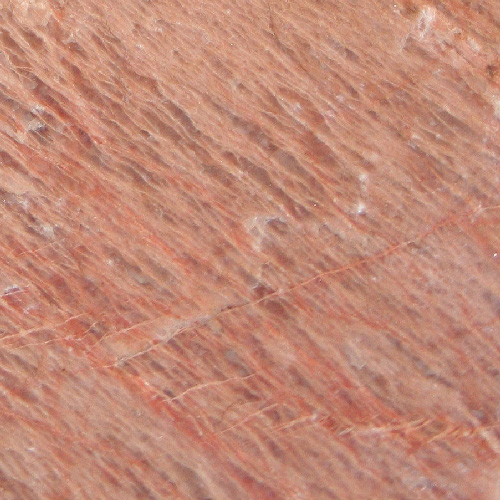
Pertit som är kalifältspat med strimmor av albit
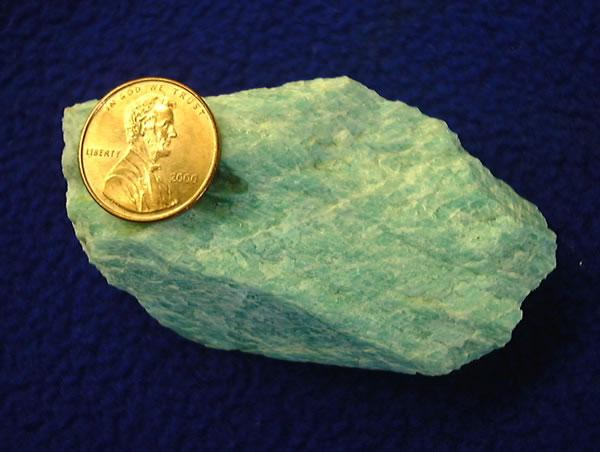
Kalifältspat, varietet amazonit
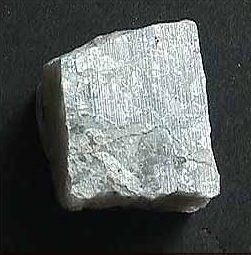
Albit med synliga ränder från tvillingbildning
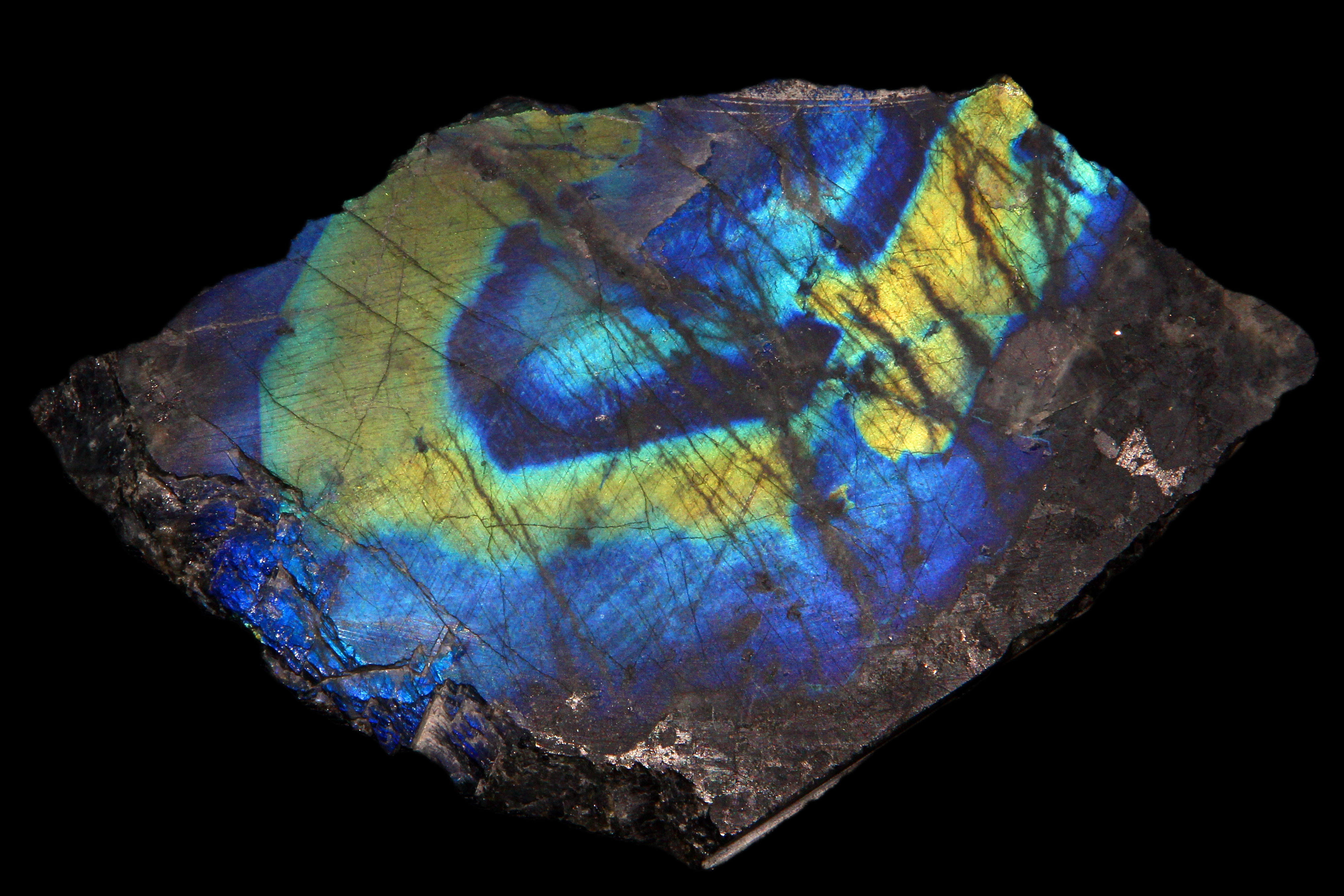
Labradorit, varietet spektrolit från Ylämaa i Finland